# Diosdado Simón
Diosdado Simón Villares (Torremenga, 15 octobre 1954-Cáceres, 28 avril 2002) est un biologiste, chercheur,  botaniste, arboriculteur et éducateur environnemental espagnol.
Il étudie la biologie à l'Université complutense de Madrid et la végétation d'Estrémadure.  Il est directeur du département des parcs et jardins de la municipalité de Cáceres et membre de l'association ADENEX, cette association lui rend hommage en 2003 quand elle donne son nom à leur prix ADENEX- Diosdado Simón.
Il meurt d'un cancer du poumon pendant la préparation de l'exposition d'orchidées Por huevos (Par des œufs, Orchis signifie testicule en latin).  Il se marie avec l'avocate Dolores Neria et ont deux enfants.
La municipalité de Cáceres donne son nom à un jardin qu'il a dessiné, le Jardín Diosdado Simón, qui se trouve entre le Museo de Pedrilla et le Museo de Guayasamín qui héberge sa dernière exposition Por huevos en 2003.